# Le isole dei pirati
Le isole dei pirati (Pirate Islands) è una serie televisiva australiana per ragazzi. È stata trasmessa in Australia dal 3 marzo 2003 sul canale Network Ten mentre in Italia dall'11 maggio 2004 sul canale RaiSat Ragazzi. La serie ha avuto un sequel, Il tesoro delle Fiji, andato in onda in Italia su RaiSat Smash dal novembre 2007.

## Trama
La quindicenne Kate Red e i suoi fratelli minori Nicholas e Sarah litigano per il videogioco programmato dal padre, intitolato Pirate Islands, quando uno strano incidente li catapulta direttamente nel computer, nel mondo virtuale del videogioco stesso. Ivi i tre si ritrovano su un immaginario arcipelago dei mari del sud, ove eroi spericolati e pirati si contendono un favoloso tesoro. I tre ragazzi vorrebbero solo recuperare lo scanner finito assieme a loro nel videogioco e tornare così nella realtà, ma questo è caduto nelle mani del malvagio Blackheart, il capitano dei pirati, sicché non hanno scelta e si unisono agli avventurieri nemici dei pirati nella caccia al tesoro. Lo scanner nelle mani di Blackheart si trasforma in un'arma micidiale lo scanner dopo essere finito nel gioco acquisisce la capacità di cancellare chiunque entri in contatto con i suoi raggi e Blackheart dopo averne scoperto le capacità micidiali lo usa come arma per minacciare i suoi sottoposti o nemici in particolar modo Kate che né diventa la nemesi. Kate diventa amica di Mars giovane ragazzo dell'isola dei naufraghi il quale stranamente fin da subito dal loro primo incontro senza che lei glielo dica ne conosce il nome e segretamente si innamora di lei. Dopo miravolanti avventure tra enigmi da risolvere e indizi da trovare il gruppo riesce a trovare e impadronirsi del tesoro e sconfiggere Blackheart recuperando così lo scanner. Infine Mars confessa i suoi sentimenti per Kate che lei ricambia dandogli un bacio promettendogli che tornerà a trovarlo fatto ciò Kate usando lo scanner apre il portale e si teletrasporta con i suoi fratelli a casa tornando nel mondo reale trovando tutto a posto come se non fossero mai andati via credendo di inizialmente di aver sognato ma poi quando dallo zaino di Sara spunta fuori il fiore musicale che la bambina ha portato con sé capiscono che è stato tutto reale e che nel mondo reale non è passato neanche un minuto e che le isole dei pirati esistono per davvero e che hanno vissuto l'avventura più grande della loro vita.

## Episodi
| Stagione       | Episodi | Prima TV Australia | Prima TV Italia |
| -------------- | ------- | ------------------ | --------------- |
| Prima stagione | 26      | 2003               | 2004            |